# Kremenik, Kiustendil
Kremenik (în bulgară Кременик) este un sat în comuna Dupnița, regiunea Kiustendil,  Bulgaria. 

## Demografie
Componența etnică a satului Kremenik
     Bulgari (100%)
     Nicio identificare (0%)
     Altele (0%)
La recensământul din 2011, populația satului Kremenik era de 65 locuitori. Din punct de vedere etnic, toți locuitorii erau bulgari.